# 2010 en Nouvelle-Écosse
Chronologie de la Nouvelle-Écosse
- 2006
- 2007
- 2008
- 2009
- 2010
- 2011
- 2012
- 2013
- 2014

Cette page concerne des événements d'actualité qui se sont produits durant l'année 2010 dans la province canadienne de la Nouvelle-Écosse.

## Politique
- Premier ministre : Darrell Dexter
- Chef de l'Opposition :
- Lieutenant-gouverneur : Mayann Francis
- Législature :

## Événements
- Lundi 28 juin 2010 : la reine Élisabeth II et le prince Philip Mountbatten arrivent à Halifax (Nouvelle-Écosse) pour commencer leur visite de neuf jours au Canada[1].